# Alfons Lichtenštejnský
Alfons Lichtenštejnský (Alfons Constantin Maria von Liechtenstein; * 18. května 2001, Londýn, Spojené království) je jediný syn prince Maximiliána Lichtenštejnského a jeho manželky panamského původu Angely Gisely Brownové. Dostává se mu formálního zacházení s oslovením Jeho Jasnost (J.J.). Je hrabětem z Rietbergu.
Je jediným evropským princem smíšeného evropsko-afroamerického původu. Alexandre Coste, syn knížete Alberta II. Monackého a Tožanky Nicole Coste, nemá právo na místo v linii nástupnictví na monacký knížecí trůn, protože se narodil mimo manželství. Nicméně, princ Alfons je v řadě lichtenštejnského nástupnictví v pořadí po potomcích Aloise Lichtenštejnského na šestém místě.